# Многочастичная квантовая запутанность
Многочастичная квантовая запутанность — явление квантовой запутанности в квантовой системе, состоящей из трёх и более подсистем или частиц. По сравнению со случаем двух частиц многочастичная квантовая запутанность обладает в общем случае значительно более богатой динамикой. На данный момент многочастичная квантовая запутанность является предметом интенсивного изучения в области квантовой информатики, и является важной составляющей теоретического описания работы квантовых компьютеров.

## Математическое описание
Различают запутанность различимых и неразличимых (тождественных) частиц.

### Различимые частицы
Состояние системы N различимых частиц, находящихся в чистом состоянии, задаётся вектором состояния {\displaystyle |\psi \rangle } в гильбертовом пространстве, являющимся тензорным произведением подпространств, соответствующих каждой частице:
{\displaystyle {\mathcal {H}}={\mathcal {H}}_{1}\otimes {\mathcal {H}}_{2}\otimes \dots \otimes {\mathcal {H}}_{N}}
Если частицы не запутаны, то состояние системы определяется как произведение векторов состояния подсистем:
{\displaystyle |\psi \rangle =|\psi ^{(1)}\rangle \otimes |\psi ^{(2)}\rangle \otimes \dots \otimes |\psi ^{(N)}\rangle }
Если вектор {\displaystyle |\psi \rangle } не может быть выражен в такой форме, то говорят, что частицы квантово запутаны.